# 佐伯児屋麻呂
佐伯 児屋麻呂（さえき の こやまろ）は、奈良時代の貴族。官位は従六位上・陸奥大掾、贈従五位下。
神亀元年（724年）反乱を起こした海道（太平洋沿岸地域）の蝦夷によって殺害された（陸奥海道の蝦夷の反乱）。没後、従五位下の贈位を受け、絁10疋、布20端、田4町を贈与されている。